# Vuelta al Mundo Maya
La Vuelta al Mundo Maya est une course cycliste disputée au Guatemala. Créée en 2012, l'épreuve fait partie, cette année-là de l'UCI America Tour en catégorie 2.2. La deuxième édition par contre sort de l'UCI America Tour.

## Histoire
La première édition de cette compétition a eu lieu en 2012 après que les dates du Tour du Guatemala ont été modifiées en avril en raison des conditions météorologiques et routières. Lors de cette première édition, dix équipes ont concouru, dont 5 guatémaltèques ( Hino-Pizza Hut-Eurobikes , Insta-Cofi du Café Quetzal , Association Départementale de Cyclisme de Chimaltenango , Cable DX-Decorabaños et l' équipe Guatemala U-23 ) en plus de 5 équipes étrangères, dont 2 colombiennes ( EPM-UNE , Movistar Team Continental ), 1 équipe costaricienne ( Coopenae Economy Gallo Bikes ) et 2 équipes mexicaines ( Canel's Turbo et Empacadora San Marcos ). L' équipe nationale de la République dominicaine avait initialement été invitée à participer, mais a annulé sa participation, arguant qu'en raison des intempéries, ses cyclistes n'avaient pas la préparation nécessaire et le niveau physique requis pour participer à une course de haut niveau.  Pour la deuxième édition, alors qu'il restait moins de deux semaines avant le drapeau de départ, une atmosphère de peu d'enthousiasme était perçue autour de la réalisation du 2ème Mayan World Tour organisé par la Fédération, en plus du public qui en général n'était pas au courant du moment où l'épreuve était réalisée. Même certaines chaînes de radio qui ont traditionnellement couvert le tour du Guatemala ont remis en question la couverture à grande échelle, se limitant à rendre compte de la course au lieu de la diffusion continue du début à la fin à laquelle les fans guatémaltèques étaient habitués. La raison pour laquelle cette Vuelta suscitera peu d'enthousiasme parmi les grandes marques et les agences de publicité est le manque de sérieux avec lequel elle a été réalisée, ce qui limite drastiquement les ressources financières. Malgré tout cela, suite aux visites de certains responsables de la Fédération et aux rencontres avec les comités locaux de soutien, le projet a été réalisé selon le tracé annoncé plusieurs semaines à l'avance.

## Palmarès
| Année | Vainqueur      | Deuxième        | Troisième       |
| ----- | -------------- | --------------- | --------------- |
| 2012  | Giovanni Báez  | Alejandro Serna | Freddy Piamonte |
| 2013  | Edward Beltrán | Edwin Carvajal  | Jaime Castañeda |
| 2014  | Luis Marroquín | Alder Torres    | Julián Yac      |